# Calamagrostis patagonica
Calamagrostis patagonica är en gräsart som först beskrevs av Carlos Luis Spegazzini, och fick sitt nu gällande namn av Makloskie. Calamagrostis patagonica ingår i släktet rör, och familjen gräs. Inga underarter finns listade i Catalogue of Life.